# Kuhpocken

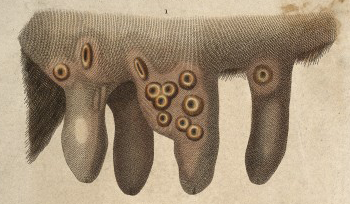
Kuhpockenläsionen am Euter

Kuhpocken (Variola bovina, selten: Rinderpocken) sind eine milde pockenartige Erkrankung, die lange Zeit hauptsächlich Rinder befallen hat. Der Erreger der Kuhpocken ist infektiös für sämtliche Säugetiere inklusive des Menschen. Heute bezeichnet man als Originäre Kuhpocken eine Infektion mit Orthopoxvirus bovis bzw. als Elefantenpocken eine Infektion mit seiner Varietät Elefantenpockenvirus (Elephantpox virus, veraltet Orthopoxvirus bovis var. elefanti). Alle diese Viren gehören der Gattung Orthopoxvirus an.
Menschen können ebenfalls an Kuhpocken erkranken. Der Übergang vom Hausrind erfolgte in früheren Jahren meist beim Melken und beschränkte sich auf die Hände (Melkerknoten). In Deutschland ist in den letzten Jahren keine Infektion von Rindern mehr aufgetreten. Sie treten aber zunehmend bei Katzen (→ Katzenpocken) und Zootieren auf, wobei Infektionen bei Elefanten und Nashörnern zumeist tödlich verlaufen.
Kuhpocken sind bei vielen Säugetieren in Deutschland eine meldepflichtige Tierkrankheit.

## Historisches
Die künstliche Pockeninfektion mit weniger pathogenen Pockenarten zum Schutz vor „echten Pocken“ wurde ab ca. 1771 von verschiedenen Einzelpersonen durchgeführt, bevor diese Edward Jenner 1796 sie der Öffentlichkeit breiter bekannt machte. Dokumentiert sind u. a. eine Frau „Sevel“ (vermutlich 1772), der Pächter „Jensen“ (Jahreszahl nicht bestimmbar), Benjamin Jesty (1774), eine Frau „Rendall“ (vermutlich 1782) und Peter Plett (1791). Jenner erkannte, dass an Kuhpocken erkrankte Menschen anschließend nicht nur immun gegen Kuhpocken, sondern auch immun gegen Pocken sind, deren Erreger eng verwandt ist.
Jenner prägte den Begriff vaccination (lateinisch vacca = Kuh) für die Pockenschutzimpfung. Für ihre Propagierung machte sich in besonderer Weise Heimann Joseph Goldschmidt verdient. Die heutigen als Orthopoxvirus vaccinia benannten Impfstämme sind allerdings näher mit den Pferdepockenvirus verwandt.

## Erreger
Das Kuhpockenvirus (wissenschaftlich Cowpox virus, CPXV, veraltet auch Orthopoxvirus bovis) ist eine Spezies doppelsträngiger DNA-Viren der Gattung Orthopoxvirus, die zur Unterfamilie Chordopoxvirinae der Pockenviren gehört. Die Virusteilchen (Virionen) sind quaderförmig (englisch brick-shaped) und das Genom ist linear und unsegmentiert (monopartit).
Neben der Varietät
- Elefantenpockenvirus (englisch Elephantpox virus, veraltet auch Orthopoxvirus bovis var. elefanti)[6]

des CPXV kennt das NCBI noch folgende weitere:
- Cowpox virus (Brighton Red)
- Cowpox virus (Stamm GRI-90)
- Cowpox virus (Stamm Hamburg-1985)
- Cowpox virus (Stamm Turkmenia-1974)

## Epidemiologie
Kuhpockenviren wurden bisher nur in Europa nachgewiesen, von Nordeuropa und Großbritannien bis zum Ural. Als Wirtstiere gelten heute vor allem Nagetiere wie Mäuse. Zwei von hundert Katzen, die serologisch auf das Orthopoxvirus untersucht wurden, erwiesen sich als positiv und hatten sich vermutlich beim Verzehr von Mäusen infiziert. Von infizierten Katzen können die Erreger auch auf den Menschen übertragen werden, weshalb in diesen Fällen gelegentlich auch von „Katzenpocken“ die Rede ist. Aus den Niederlanden ist auch ein direkter Übergang von einer Ratte auf ein Mädchen dokumentiert.
Die Anzahl der registrierten Kuhpockeninfektionen in Deutschland steigt in den letzten Jahren an. Unklar ist, ob dies primär auf eine gesteigerte Aufmerksamkeit der Ärzte zurückzuführen ist oder auf eine sinkende Immunität gegen die Viren, nachdem in den 1970er-Jahren die Impfung gegen humane Pocken eingestellt wurde.

## Beispielhafte Fälle

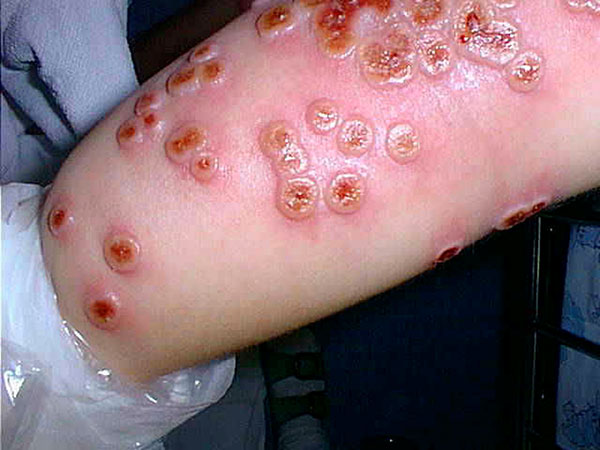
Kuhpockenläsionen am Unterarm eines vierjährigen Mädchens aus Finnland (Fall aus dem Jahr 2000)

Kuhpockennekrose am Infektionsherd

Im Januar 2009 erkrankten fünf Frauen aus München und Dachau an Kuhpocken, die durch „Farbratten“ aus einem Münchner Zoogeschäft übertragen wurden. Wenige Tage nach dem Kauf stellten sich die typischen Symptome ein, wie juckender schmerzhafter Ausschlag, angeschwollene Lymphknoten mit hohem Fieber und Müdigkeitserscheinungen und bis zu zwei Zentimeter große Geschwüre breiteten sich über dem Oberkörper aus. Auch aus anderen Bundesländern wurden laut Robert Koch-Institut Erkrankungen bei Menschen gemeldet, unter anderem aus Nordrhein-Westfalen, vor allem im Raum Krefeld.
Im August 2019 erkrankte ein 32-jähriger Mann an Kuhpocken durch einen Katzenkratzer. Durch Immunsuppression (auf Grund einer Nierentransplantation) nahm die Krankheit einen schweren Verlauf, und der Patient verstarb an Tag 21 nach Ausbruch der Krankheit.
Die Erkrankung wird wegen ihres seltenen Vorkommens teils nicht erkannt.

## Symptome
Nagetiere weisen nach einer Infektion vor allem im Kopfbereich (am und im Maul, im Bereich von Nase und Ohren) und an den Pfoten fleckige Veränderungen (Hauteffloreszenzen) und Pockenpusteln auf. Bei Katzen können sich auf der Haut großflächige Wunden entwickeln, durch diese große Virusmengen ausscheiden und so Menschen anstecken. Für viele Katzen ist die Erkrankung tödlich.
Infizierte Menschen weisen nach einer Inkubationszeit von 7 bis 12 Tagen häufig grippeartige Symptome auf. Es bilden sich an Händen und Beinen sowie im Bereich der Augen häufig Hautausschläge, die erst nach 6 bis 8 Wochen abheilen. Außerdem kann es am Infektionsherd zu einem Absterben des umliegenden Gewebes (Nekrose) kommen.

## Behandlung beim Menschen
In Deutschland ist kein Impfstoff gegen Kuhpocken zugelassen. Menschen, die gegen humane Pocken geimpft wurden, besitzen einen relativ guten Impfschutz auch gegen die Kuhpocken.
Laut Robert Koch-Institut gibt es bisher keine Therapie gegen Kuhpocken. Bei einer bestehenden Infektion wird empfohlen, offene Hautwunden zum Schutz gegen eine zusätzliche bakterielle Infektion lokal mit Antibiotika zu versorgen. Versuchsweise wird die Infektion mit Tecovirimat behandelt.
Wichtig ist, jeden direkten Hautkontakt mit offenen Hautwunden bei Mensch und Tier durch das Tragen von Handschuhen zu vermeiden.

## Meldepflicht
In Deutschland sind Säugerpocken (Orthopoxinfektion) bei vielen Säugetieren eine meldepflichtige Tierkrankheit nach § 26 Tiergesundheitsgesetz in Verbindung mit § 1 und Nummer 21 der Anlage der Verordnung über meldepflichtige Tierkrankheiten.

## Belege
1. ↑  Rinderpocken – Lexikon der Biologie. In: spektrum.de. Abgerufen am 6. November 2017.
2. 1 2  Robert Koch-Institut: Epidemiologisches Bulletin Nr. 10/2007 vom 9. März 2007.
3. 1 2 3  Peter C. Plett: Peter Plett und die übrigen Entdecker der Kuhpockenimpfung vor Edward Jenner. In: Sudhoffs Archiv. Band 90, Nr. 2, 2006, S. 219–232, PMID 17338405, JSTOR:20778029.
4. ↑  Livia Schrick, Simon H. Tausch, P. Wojciech Dabrowski, Clarissa R. Damaso, José Esparza: An Early American Smallpox Vaccine Based on Horsepox. In: New England Journal of Medicine. Band 377, Nr. 15, 11. Oktober 2017, S. 1491–1492, doi:10.1056/nejmc1707600 (nejm.org [abgerufen am 13. Oktober 2017]).
5. 1 2 3 4 5  ICTV: ICTV Taxonomy history: Variola virus, EC 51, Berlin, Germany, July 2019; Email ratification March 2020 (MSL #35)
6. ↑  NCBI: Elephantpox virus (no rank)
7. ↑  NCBI: Cowpox virus (species)
8. ↑  Ralph Wendt et al.: Generalized cowpox virus infection in an immunosuppressed. In: International Journal of Infectious Diseases. Band 106, 2021, S. 276–278, doi:10.1016/j.ijid.2021.03.076.
9. ↑  Robert Koch-Institut: Kuhpocken: Zu einer Häufung von Infektionen nach Kontakt zu „Schmuseratten“ im Großraum München., Epidemiologisches Bulletin 6/2009, 9. Februar 2009.
10. ↑  C. Becker, A. Kurth, F. Hessler, H. Kramp, M. Gokel, R. Hoffmann, A. Kuczka, A. Nitsche: Kuhpocken bei Haltern von Farbratten: Ein nicht immer sofort erkanntes Krankheitsbild. In: Dtsch Arztebl Int. 2009; 106(19), S. 329–334 Volltext, doi:10.3238/arztebl.2009.0329.
11. ↑  Orthopockenviren bei Tieren – eine aktuelle Gefahr? Thüringer Landesamt für Lebensmittelsicherheit und Verbraucherschutz, 31. Mai 2012
12. ↑  Klinisches Protokoll zur Behandlung von Personen mit Tecovirimat (ST-246) nach Exposition gegenüber Orthopox-Viren.
13. ↑  Meldepflichtige Tierkrankheiten. Bundesministerium für Ernährung und Landwirtschaft (BMEL), 6. August 2021, abgerufen am 11. März 2022.